# 230 км (зупинний пункт, Одеська залізниця)
230 кіломе́тр — залізничний зупинний пункт Знам'янської дирекції Одеської залізниці.
Розташований за кількасот метрів від села Кам'яний Міст Новоукраїнського району Кіровоградської області на лінії Помічна — Чорноліська між станціями Новоукраїнка (9 км) та Плетений Ташлик (13 км).
Станом на листопад 2022 року щодня три пари електропотягів прямують за напрямком Знам'янка-Пасажирська/Олександрія — Помічна. 